# Karate Man
Karate Man è un film del 2022 diretto da Claudio Fragasso.

## Trama
Il film racconta la storia di un lottatore di arti marziali che combatte la sua più grande battaglia contro il diabete mellito di primo grado.

## Distribuzione
Il film è stato distribuito nelle sale cinematografiche italiane dal 26 maggio 2022.